# Carns
|  | No s'ha de confondre amb Carnuts o Carnonaques. |

Els carns (llatí Carni) eren una tribu celta alpina que vivia entre el Vèneto i el Nòric i entre Rètia i Ístria. L'origen del nom podria ser l'arrel celta *karno (irlandès * carn, escocès * cairn), "pila de pedres, monticle rocós".

## Territori
Claudi Ptolemeu diu que les ciutats d'Aquileia i Concordia a la costa, i Forum Julii a l'interior, els pertanyien, però Estrabó diu que Aquileia era de Venècia. Es creu que la seva zona principal de població eren les muntanyes que s'anomenaren Alps Càrnics i que abans foren els Alps Julians. Tenien a l'oest els recis, al nord els nòrics, i a l'est els taurisques i iapods.
Tergeste, ciutat romana, havia estat abans una ciutat dels carns segons Estrabó. Els Fasti Triumphales mencionen el triomf de Marc Emili Escaure el 115 aC sobre "els gals Carns", cosa que en confirma l'origen cèltic. No se sap res de la seva conquesta però en temps de Juli Cèsar o d'August els romans van fundar Julium Carnicum (Zuglio) i Forum Julii (Cividale del Friuli). Una via romana es va construir al territori per unir Aquileia i Julium Carnicum. Plini el Vell esmenta dues ciutats dels carns: Segeste (probablement la mateixa que Estrabó anomena Tergeste) i Ocra, i diu que ja no existien al seu temps.
Encara s'esmenten com a tribu durant el període de l'Imperi i donaven al seu país el nom de Càrnia, del que va venir més tard Carniola (part de l'actual Eslovènia, però no part del país dels Carns). La província de Caríntia també deriva dels carns.